# گوپنیک

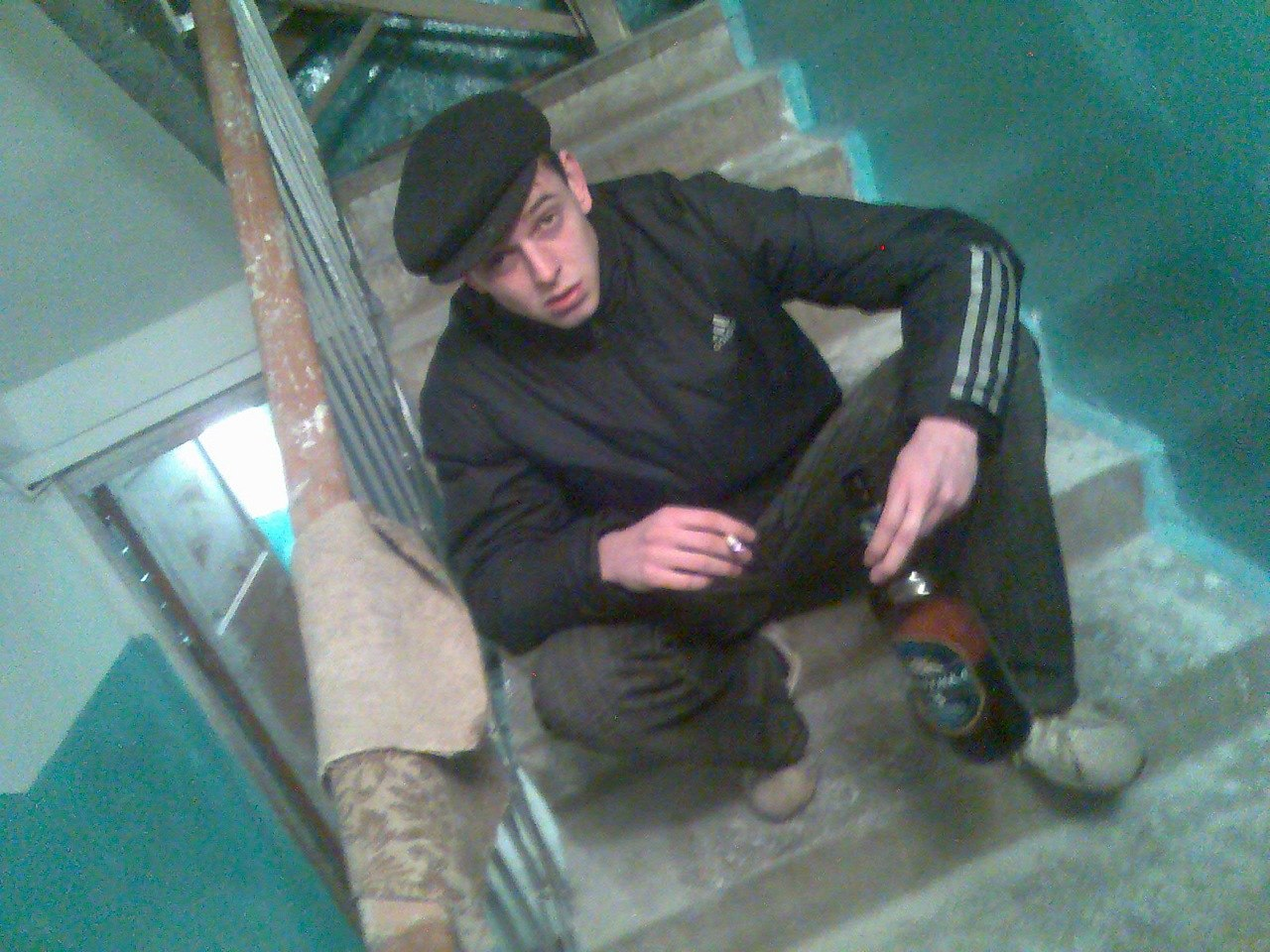

گوپنیک (Gopnik) افراد خاصی هستند اصولاً در کشورهای روسیه، اوکراین و کرواسی زندگی می‌کنند.
آنها از نظر اقتصادی از طبقه فقیر جامعه هستند و معمولاً کمتر از ۳۰ سال سن دارند. رفتار آن‌ها تقلید و کاریکاتوری است از فرهنگ خلافکاران و زندانی‌های روسیه، اما بیشتر اهل دعوا هستند تا خلاف سنگین.
اگر هم خلافی کنند، مانند زورگیری و کیف قاپی، بیشتر از این که به دنبال پول باشند، به قصد تحقیر افراد هستند.